# Robyn

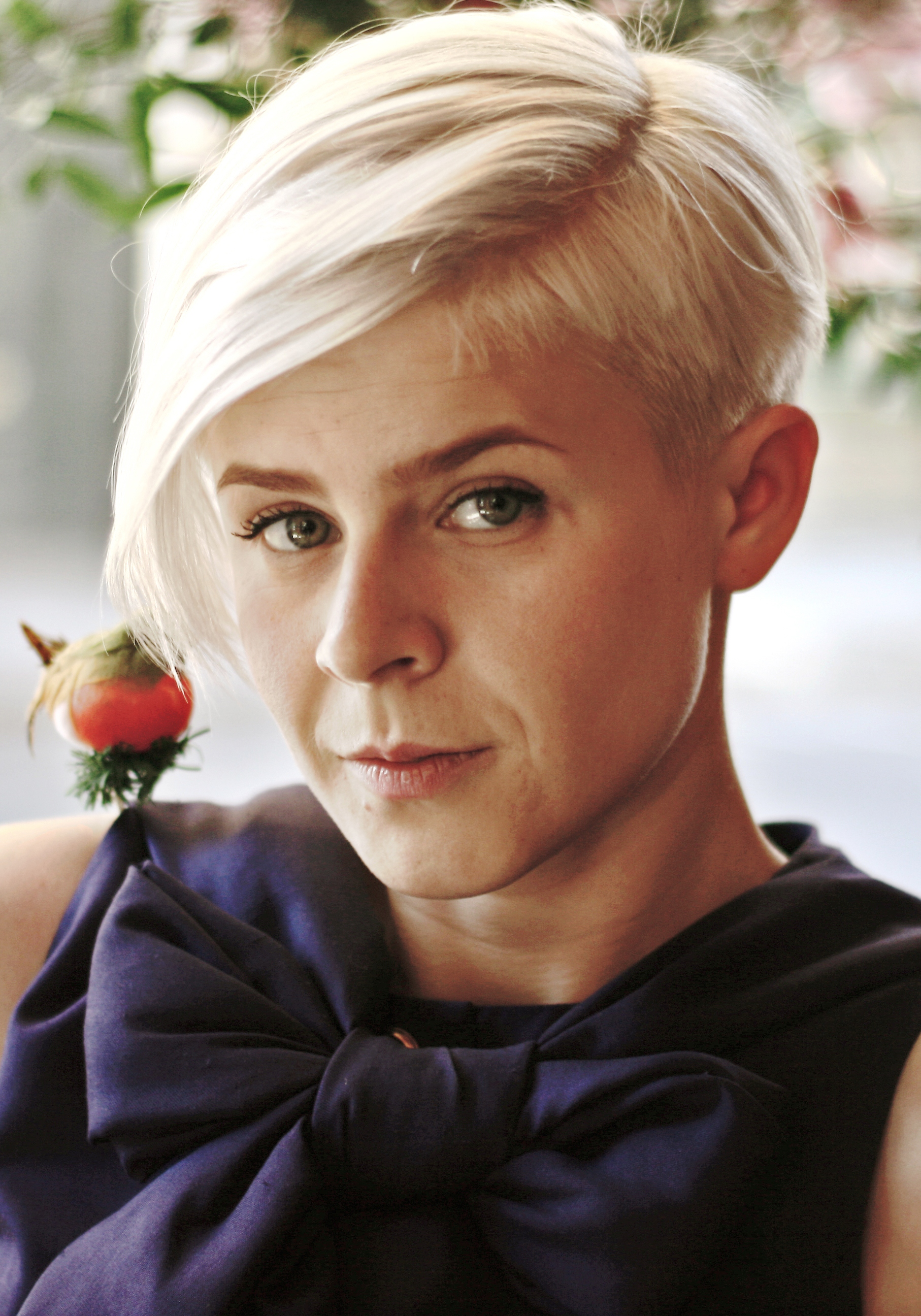
Robyn (2008) und Logo

Robin Miriam Carlsson (* 12. Juni 1979 in Stockholm), bekannt als Robyn, ist eine schwedische Popsängerin, Songwriterin und Musikproduzentin.

## Leben
Robyn wurde am 12. Juni 1979 in Stockholm, Schweden, geboren. Als Tochter zweier Schauspieler wuchs sie in einem künstlerischen und kreativen Umfeld auf.

## Karriere

### 1991–1993: Entdeckung und Anfänge

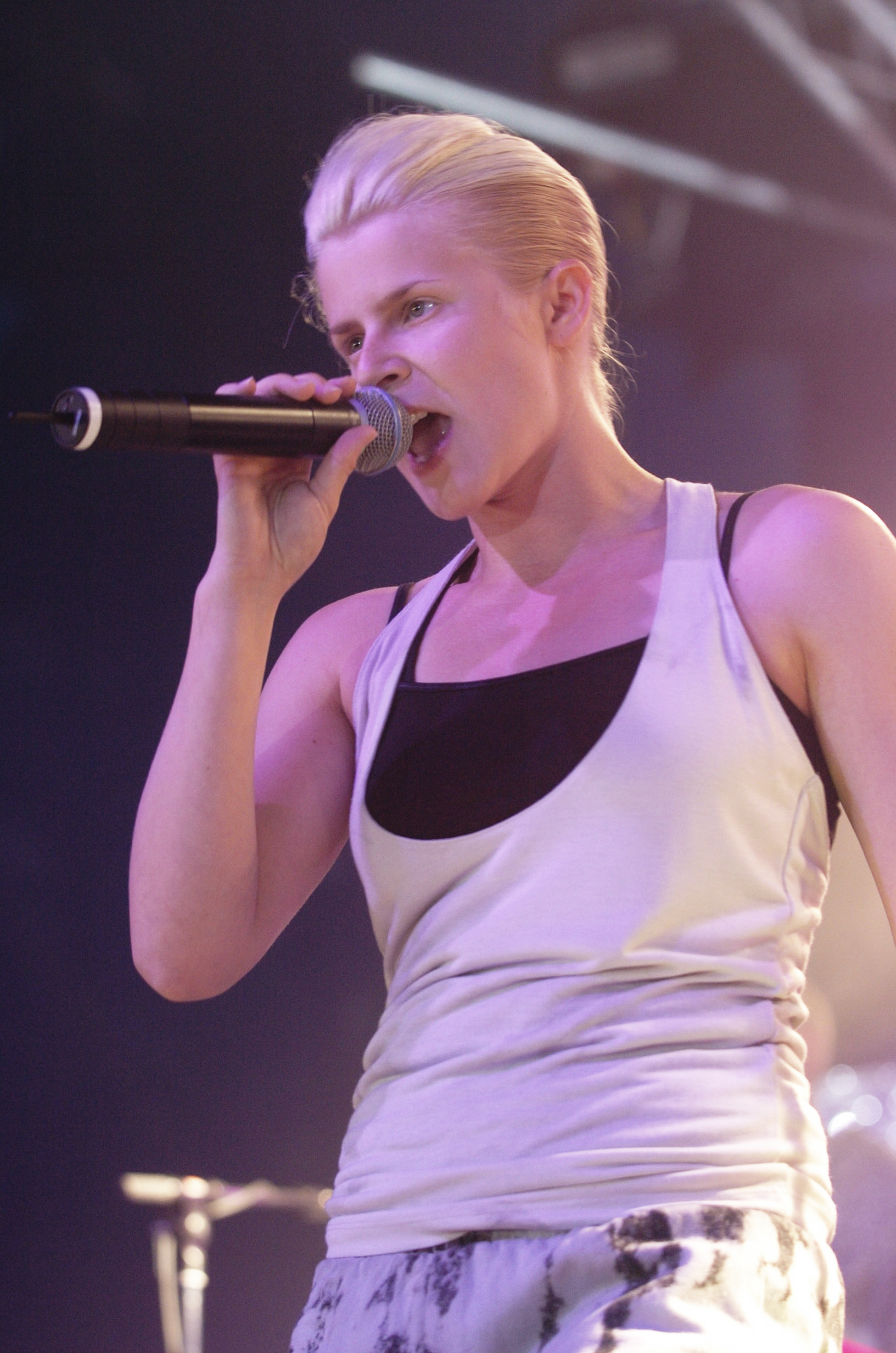
Robyn auf dem Arvika Festivalen (2005)

1991, im Alter von 12 Jahren, nahm Robyn das Titellied Du Kan Alltid Bli Nummer Ett für die schwedische Fernsehserie Lilla Sportspegeln auf. Sie sang ihr erstes selbst verfasstes Lied bei einer weiteren Fernsehsendung, Söndagsöppet. Später wurde sie von der schwedischen Sängerin Meja entdeckt, als diese mit ihrer Band Legacy Of Sound Robyns Schule für einen Musical-Workshop besuchten. Meja war so beeindruckt von Robyns Talent, dass sie ihr Management ein Treffen mit Robyns Eltern arrangieren ließ. Robyn erhielt daraufhin einen Plattenvertrag mit Ricochet Records, einer Tochtergesellschaft von BMG.

### 1994–1997:Robyn Is Here
Robyn startete ihre Karriere im Popmusikbusiness im Alter von 16. Sie unterzeichnete 1994 einen Plattenvertrag mit RCA Records, wo sie ihre erste Single You've Got That Somethin’ in Schweden veröffentlichte. Der Durchbruch in Schweden kam noch im selben Jahr mit der Single Do You Really Want Me (Show Respect), die Platz 2 der dortigen Singlecharts erreichte. Robyn wurde für drei Grammys nominiert, ging jedoch leer aus. Die Singleauskopplungen wurden Teil des Albums Robyn Is Here, das im Oktober 1996 veröffentlicht wurde. Des Weiteren nahm Robyn als Autorin und Produzentin des Lieds Du Gör Mig Hel Igen in der Vorentscheidung für den Eurovision Song Contest im Jahr 1997 teil. Das Lied, interpretiert von Cajsalisa Ejemyr, landete auf dem vierten Platz.
Robyns Durchbruch in den USA erreichte sie mit den Liedern Show Me Love und Do You Know What It Takes, die beide die Top 10 der Billboard-Charts erreichten. Sie sang das Lied Show Me Love in der amerikanischen Kinderserie All That, ein Zeichen für ihre wachsende Popularität dort. Die Lieder platzierten sich ebenfalls in Großbritannien gut in den Charts. Robyns Durchbruch-Single Do You Really Want Me (Show Respect) wurde daraufhin neu veröffentlicht, der gewünschte Erfolg blieb jedoch aus.
Robyns Bekanntheit und Beliebtheit stiegen weltweit weiter an, bis sie aufgrund von Erschöpfung nach Schweden zurückkehrte, um sich zu erholen. Eine geplante US-Tournee mit den Backstreet Boys musste abgesagt werden.

### 1998–2004:My TruthundDon’t Stop The Music
Robyn begann 1998 mit den Aufnahmen zu ihrem zweiten Album. My Truth wurde im Mai 1999 in Schweden veröffentlicht, in Europa folgten weitere Veröffentlichungen. Die Single Electric war ein Hit in ganz Europa und platzierte das Album auf Platz 2 der schwedischen Albumcharts. My Truth enthält viele autobiografische Elemente, unter anderem die Lieder Universal Woman und Giving You Back, das von ihrer heimlichen Abtreibung handelt. Trotz des Erfolgs von Robyn Is Here in den USA wurde My Truth dort nicht veröffentlicht. Robyns US-Label hielt das Album nicht für hittauglich genug und schlug vor, Teile des Albums neu aufzunehmen. Robyn entschloss sich jedoch dagegen und das Album wurde international nicht veröffentlicht. 1999 wurde sie zu einer UNICEF-Botschafterin ernannt und bereiste die Welt für zwei Jahre.
Im November 2002 wechselte Robyn innerhalb von BMG das Label – von RCA Records zu Jive – und veröffentlichte das Album Don’t Stop The Music in Schweden. Die Singles Keep This Fire Burning und Don’t Stop The Music waren Top-10-Hits.
Im Mai 2004 wurde das Best-of-Album Robyn’s Best in den USA veröffentlicht. Das Album enthält die wichtigsten Lieder ihres Debüts, spätere Alben wurden nicht miteinbezogen. Nach ihrem Weggang von BMG wurde das Album Det Bäste Med Robyn 2006 in Schweden veröffentlicht. Dieses Album enthielt Material aller drei Alben Robyns, die Singleauskopplungen aus Don’t Stop The Music fehlten hingegen.

### 2005–2008:Robyn

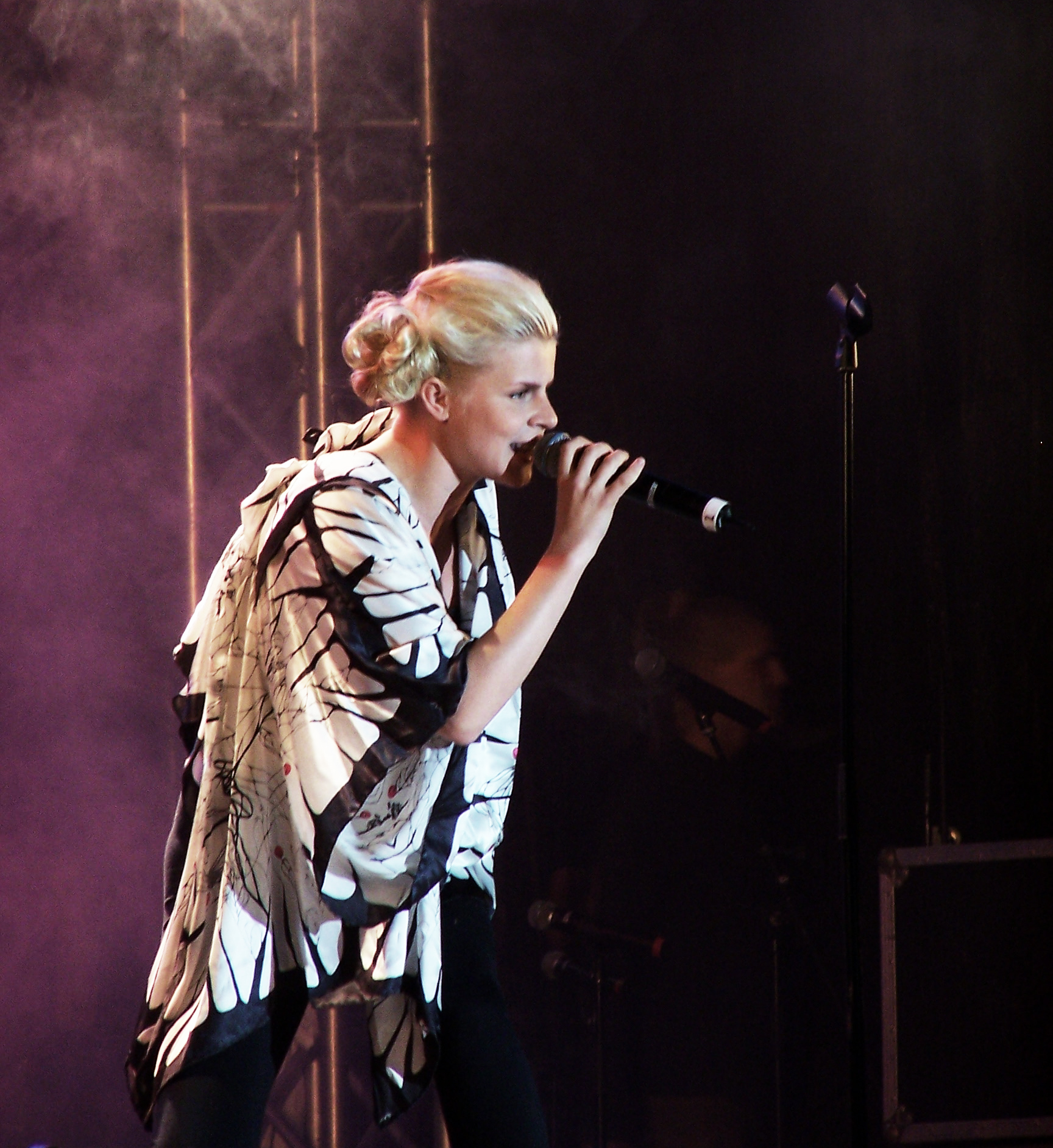
Robyn bei einem Konzert in Karlskrona, Schweden (2005)

Robyns Vertrag mit ihrem Label wurde 2004 aufgelöst. Als die Label-Verantwortlichen negativ auf die Single Who’s That Girl? reagierten, die einen neuen Elektropop-Klang aufwies, kaufte Robyn sich aus ihrem Plattenvertrag frei und gründete ihr eigenes Musiklabel, Konichiwa Records, um ihre Musik unabhängig veröffentlichen zu können. Die Sängerin kündigte daraufhin an, dass ihr neues Album früher als geplant auf dem Markt erscheinen würde, und zählte einige bekannte Co-Autoren auf, darunter die Teddybears, das schwedische Duo The Knife sowie den Produzenten Alexander Kronlund.
Robyn veröffentlichte die Single Be Mine! im März 2005. Einen Monat später wurde ihr viertes Album Robyn veröffentlicht, das ihr erstes Album war, das die Spitze der schwedischen Charts erreichte. Robyn erhielt ausnahmslos gute Kritiken der Presse und erhielt 2006 drei schwedische Grammy Awards für das beste Album, das beste Songwriting und den besten weiblichen Künstler. Das Album erweckte auch weltweites Interesse an Robyn. Die im weiteren Verlauf veröffentlichten Singles Handle Me und Crash & Burn Girl erfreuten sich großer Beliebtheit in Schweden.
Im Dezember 2006 veröffentlichte Robyn die Rakamonie EP in Großbritannien, die als Vorgeschmack auf kommendes Material dienen sollte. Robyn wurde daraufhin neu veröffentlicht, mit veränderter Titelliste und zwei neuen Liedern: With Every Heartbeat, einer Kollaboration mit dem schwedischen Musiker Kleerup, und Cobrastyle, einem Cover des gleichnamigen Lieds der Teddybears. Ersteres wurde im Spätjuli im Vereinigten Königreich veröffentlicht, wo es Robyns erster Nummer-eins-Hit wurde. Es folgten weiterhin Auftritte und Promoveranstaltungen. Robyns Singles Handle Me, Be Mine!, Who’s That Girl? und Dream On wurden zu Top-30-Hits.
Robyn war auch auf dem US-Markt vertreten. Sie sang im Hintergrund von Britney Spears’ Single Piece Of Me und nahm das Duett Sexual Eruption gemeinsam mit dem Rapper Snoop Dogg auf. Des Weiteren absolvierte sie eine kurze US-Tour, um ihr Album zu promoten.
Im Jahr 2008 trat Robyn bei ausgewählten europäischen Konzerten im Vorprogramm von Madonnas Sticky & Sweet Tour auf.

### 2009–2010:Body Talk

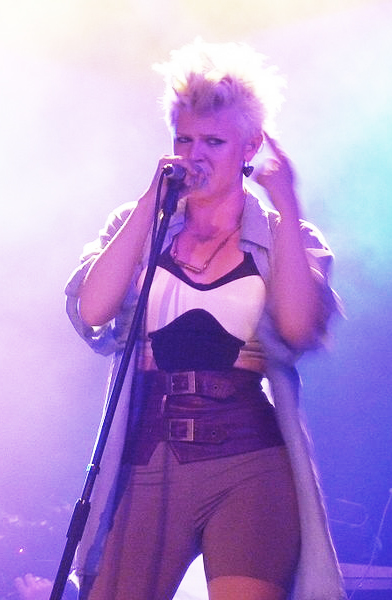
Robyn bei einem Konzert im Juni 2010

Im Januar 2009 erhielt Robyn einen schwedischen Grammis für den besten Live Act. In ihrer Ansprache erklärte sie, der Award sei Madonna zu verdanken.
Dem Nachrichtenblog ArjanWrites verriet die Sängerin, dass sie Anfang 2009 mit den Aufnahmen zu einem neuen Album beginnen möchte und dass sie mit verschiedenen Produzenten, wie Kleerup oder auch Klas Åhlund arbeiten werde.
Im Juni 2009 wurde das Lied The Girl And The Robot veröffentlicht. Dieses ist eine Kollaboration des norwegischen Duos Röyksopp mit Robyn und wurde als zweite Single aus deren Studioalbum Junior ausgekoppelt. Es erreichte Platz 2 der norwegischen Singlecharts und wurde von Kritikern hochgelobt. Popjustice nannte das Lied „ein wahnsinniges, chorisches, elektronisches Meisterwerk“ und „brillante Extravaganza“.

„Die Body-Talk-Reihe ist kein Konzeptalbum, ich habe keinen Masterplan. Ich wollte diese Art der Veröffentlichung vor allem, weil ich auf der Suche danach war, wie ich organischer arbeiten könnte. Nach dem letzten Album war ich damit vier Jahre lang auf Tour, ohne nebenbei neues Material aufnehmen zu können. In dieses Muster wollte ich auf keinen Fall zurückfallen.“

In einem Interview mit dem schwedischen Magazin Bon gab Robyn bekannt, im Jahr 2010 drei neue Alben zu veröffentlichen. Zur Promotion der Alben-Trilogie veröffentlichte Robyn die Promosingles Fembot, Dancehall Queen und None Of Dem. Zur weiteren Promotion des Albums ging Robyn gemeinsam mit der US-amerikanischen Sängerin Kelis auf die All Hearts Tour, bei der sie durch neun amerikanische Städte tourte.
Startschuss zur Body-Talk-Reihe gab das im Juni erschienene Body Talk Pt. 1. Dem Album wurde die Singleauskopplung Dancing on My Own vorausgeschickt, die Robyns erster Nummer-eins-Hit in Schweden wurde, und auch im Vereinigten Königreich, sowie in den Vereinigten Staaten die Top 10 der Charts erreichen konnte. Die britische Tageszeitung The Guardian und das Slant Magazine bewerteten Dancing On My Own als das beste Lied des Jahres 2010. Zusätzlich wurde das Lied für einen Grammy Award in der Kategorie Best Dance Recording nominiert.
Body Talk Pt. 2 wurde im September 2010 weltweit veröffentlicht. Auch diesem Album ging eine Singleveröffentlichung voraus. Hang With Me, eine Elektro-Version des Akustiklieds von Body Talk Pt. 1, erreichte Platz 3 der schwedischen Singlecharts. Außerdem enthält Pt. 2 ein Duett mit dem US-amerikanischen Rapper Snoop Dogg. Noch im selben Monat trat Robyn gemeinsam mit Deadmau5 bei den MTV Video Music Awards auf, wo sie das Lied Dancing On My Own aufführte.
Die Single Indestructible wurde im November 2010 veröffentlicht. Auch von diesem Song gibt es eine Akustikversion; diese findet sich auf Body Talk Pt. 2. Die neue Version wurde als „pulsierende vollwertige Version, in der Robyn jedes Fünkchen Emotion ausdrückt und einen weiteren außergewöhnlichen Disco-Popsong erschafft“, gelobt. Im Oktober enthüllte Robyn Artwork und Titelliste des neuen Albums Body Talk. Es enthält je fünf Lieder aus Body Talk Pt. 1 und 2 sowie fünf neue Lieder, darunter das von Max Martin co-produzierte Time Machine. Martin zeichnete bereits für Robyns Durchbruch-Singles Do You Know (What It Takes) und Show Me Love verantwortlich. Zusätzlich zur Body-Talk-Kompilation wurde die EP Body Talk Pt. 3 veröffentlicht, die lediglich die fünf neu aufgenommenen Lieder enthält.

### Seit 2011: Welttournee und achtes Studioalbum
Die Body Talk Tour fand von Oktober 2010 bis Juni 2011 statt. Robyn sollte auf insgesamt 61 Konzerten weltweit auftreten. Einige davon mussten krankheitsbedingt abgesagt werden.
Im Januar 2011 begann Robyn mit den Arbeiten zu ihrem achten Studioalbum. Sie erklärte auch, dass sie die bei der Body-Talk-Reihe angewandte Arbeitsweise gerne weiterführen würde: „Alben so zu veröffentlichen, erlaubt es mir, öfter ins Studio zu gehen und zwischen den Platten neue Songs zu schreiben, was ich vorher nicht konnte. Und hoffentlich kann ich so zwar kürzere Alben veröffentlichen, dafür aber regelmäßiger.“
Als zweite Single aus dem Album Body Talk wurde im Frühjahr/Sommer der Song Call Your Girlfriend veröffentlicht.

## Werk

### Musik

#### Einflüsse
Als musikalische Einflüsse gibt Robyn unter anderem David Bowie, Talking Heads, Kate Bush, Peter Gabriel, Mantronix, SNAP!, TLC und Ace of Base an. Bei der Arbeit lässt sie sich sowohl neuer als auch von alter Musik inspirieren.

### Konichiwa Records

Logo des Labels Konichiwa Records

Nach einem Streit mit ihrem ehemaligen Label Jive, das mit ihrem Musikwandel hin zur elektronischen Popmusik nicht einverstanden war, kaufte sie sich aus ihrem Vertrag mit dem Plattenunternehmen heraus und gründete im Jahre 2005 ihr eigenes Musiklabel mit dem Namen Konichiwa, eine bewusste Falschschreibung der japanischen Grußformel „Konnichiwa“. Der Name ist vom Lied Konichiwa Bitches abgeleitet, das wiederum eine Anlehnung an einen Sketch von Dave Chappelle ist. Nachdem sich das Label in Schweden etabliert hatte, suchte Robyn einen Labelpartner in Großbritannien, jedoch hatte sie das Gefühl, dass niemand das Konzept ihres Albums Robyn verstand. Viele empfanden es als zu poppig und zu verrückt. Sie begann daraufhin, Songs über ihre Webseite und MySpace-Präsenz zu veröffentlichen und mehrere Shows in London zu spielen und erlangte dadurch eine wachsende Popularität. Schließlich schloss sie einen Vertrag mit Island Records zur Veröffentlichung ihrer Musik in Großbritannien ab. Robyn sagte dazu: „Ich kann jetzt meine Unabhängigkeit behalten, aber gleichzeitig mit einem Majorlabel arbeiten – und das unter meinen Bedingungen. Es ist das Beste, was ich je gemacht habe.“ Das erste unter dem Label veröffentlichte Werk war Robyns erfolgreiches internationales Debütalbum Robyn. Weitere Veröffentlichungen waren die Body-Talk-Alben im Jahr 2010. Robyn erklärte, dass sie nicht vorhabe, andere Künstler unter Vertrag zu nehmen, da sie den Gedanken nicht möge, den „Label-Boss“ zu spielen.

## Diskografie
Studioalben

| Jahr | Titel                | Höchstplatzierung, Gesamtwochen, AuszeichnungChartplatzierungen (Jahr, Titel, Platzierungen, Wochen, Auszeichnungen, Anmerkungen) | Höchstplatzierung, Gesamtwochen, AuszeichnungChartplatzierungen (Jahr, Titel, Platzierungen, Wochen, Auszeichnungen, Anmerkungen) | Höchstplatzierung, Gesamtwochen, AuszeichnungChartplatzierungen (Jahr, Titel, Platzierungen, Wochen, Auszeichnungen, Anmerkungen) | Höchstplatzierung, Gesamtwochen, AuszeichnungChartplatzierungen (Jahr, Titel, Platzierungen, Wochen, Auszeichnungen, Anmerkungen) | Höchstplatzierung, Gesamtwochen, AuszeichnungChartplatzierungen (Jahr, Titel, Platzierungen, Wochen, Auszeichnungen, Anmerkungen) | Höchstplatzierung, Gesamtwochen, AuszeichnungChartplatzierungen (Jahr, Titel, Platzierungen, Wochen, Auszeichnungen, Anmerkungen) | Anmerkungen                             |
| Jahr | Titel                | DE | AT | CH | UK | US | SE | Anmerkungen                             |
| ---- | -------------------- | --- | --- | --- | --- | --- | --- | --------------------------------------- |
| 1995 | Robyn Is Here        | — | — | — | — | US57 Platin · (54 Wo.)US | SE8 Platin · (41 Wo.)SE | Erstveröffentlichung: 13. Oktober 1995  |
| 1999 | My Truth             | — | — | — | — | — | SE2 Platin · (27 Wo.)SE | Erstveröffentlichung: 17. Mai 1999      |
| 2002 | Don’t Stop the Music | — | — | — | — | — | SE2 Platin · (47 Wo.)SE | Erstveröffentlichung: 30. Oktober 2002  |
| 2005 | Robyn                | — | — | CH52 (1 Wo.)CH | UK11 Gold · (29 Wo.)UK | — | SE1 Platin · (36 Wo.)SE | Erstveröffentlichung: 27. April 2005    |
| 2010 | Body Talk Pt. 1      | DE46 (2 Wo.)DE | AT40 (1 Wo.)AT | CH90 (1 Wo.)CH | UK47 (2 Wo.)UK | US97 (2 Wo.)US | SE1 Gold · (35 Wo.)SE | Erstveröffentlichung: 14. Juni 2010     |
| 2010 | Body Talk Pt. 2      | DE47 (1 Wo.)DE | AT50 (1 Wo.)AT | CH91 (1 Wo.)CH | UK38 (1 Wo.)UK | US41 (2 Wo.)US | SE1 (24 Wo.)SE | Erstveröffentlichung: 6. September 2010 |
| 2010 | Body Talk            | — | — | — | — | — | SE2 (19 Wo.)SE | Erstveröffentlichung: 22. November 2010 |
| 2018 | Honey                | DE65 (1 Wo.)DE | AT49 (1 Wo.)AT | CH46 (1 Wo.)CH | UK21 (2 Wo.)UK | US40 (1 Wo.)US | SE1 (20 Wo.)SE | Erstveröffentlichung: 26. Oktober 2018  |

## Auszeichnungen und Nominierungen
| Tabellarische Übersicht der Auszeichnungen und Nominierungen | Tabellarische Übersicht der Auszeichnungen und Nominierungen | Tabellarische Übersicht der Auszeichnungen und Nominierungen | Tabellarische Übersicht der Auszeichnungen und Nominierungen | Tabellarische Übersicht der Auszeichnungen und Nominierungen |
| Jahr                                                         | Auszeichnung                                                 | Für                                                          | Kategorie                                                    | Resultat                                                     |
| ------------------------------------------------------------ | ------------------------------------------------------------ | ------------------------------------------------------------ | ------------------------------------------------------------ | ------------------------------------------------------------ |
| 2009                                                         | Grammi                                                       | Robyn                                                        | Best Live Act                                                | Gewonnen                                                     |
| 2009                                                         | Grammy Awards                                                | Robyn                                                        | Best Electronic/Dance Album                                  | Nominiert                                                    |
| 2010                                                         | MTV Europe Music Awards                                      | Robyn                                                        | Best Swedish Act                                             | Nominiert                                                    |
| 2011                                                         | Grammi                                                       | Dancing On My Own                                            | Song Of The Year                                             | Gewonnen                                                     |
| 2011                                                         | Grammi                                                       | Robyn                                                        | Female Artist Of The Year                                    | Gewonnen                                                     |
| 2011                                                         | Grammi                                                       | Robyn, Klas Ahlund                                           | Composer Of The Year                                         | Gewonnen                                                     |
| 2011                                                         | Grammi                                                       | Body Talk                                                    | Album Of The Year                                            | Gewonnen                                                     |
| 2011                                                         | Grammy Awards                                                | Dancing On My Own                                            | Best Dance Recording                                         | Nominiert                                                    |
| 2011                                                         | BRIT Awards                                                  | Robyn                                                        | Best International Female                                    | Nominiert                                                    |
| 2012                                                         | Grammi                                                       | Call Your Girlfriend                                         | Musikvideo des Jahres 2012                                   | Nominiert                                                    |
| 2014                                                         | Grammi                                                       | U Should Know Better (feat. Snoop Dogg)                      | Musikvideo des Jahres 2014                                   | Nominiert                                                    |
| 2015                                                         | Grammi                                                       | Monument (zusammen mit Röyksopp)                             | Musikvideo des Jahres 2015                                   | Gewonnen                                                     |
| 2015                                                         | Grammi                                                       | Sayit (zusammen mit Röyksopp)                                | Musikvideo des Jahres 2015                                   | Nominiert                                                    |
| 2019                                                         | Grammi                                                       | Honey                                                        | Pop des Jahres 2019                                          | Gewonnen                                                     |
| 2019                                                         | Grammi                                                       | Missing You                                                  | Lied des Jahres 2019                                         | Gewonnen                                                     |
| 2019                                                         | Grammi                                                       | Honey                                                        | Künstlerin des Jahres 2019                                   | Nominiert                                                    |
| 2019                                                         | Grammi                                                       | Honey                                                        | Album des Jahres 2019                                        | Nominiert                                                    |
| 2019                                                         | Grammi                                                       | Honey                                                        | Komponistin des Jahres 2019                                  | Nominiert                                                    |